# Мертвец Модрин
Мертвец Модрин (англ. Mawdryn Undead) — третья серия двадцатого сезона британского научно-фантастического телесериала «Доктор Кто», состоящая из четырёх эпизодов, которые были показаны в период с 1 по 9 февраля 1983 года.

## Сюжет
В 1983 году Бригадир Летбридж-Стюарт, уволившийся из ЮНИТ, преподаёт математику в Брендонской школе. Один из его студентов, Турлоу, заблудившийся инопланетянин-трион, выдающий себя за человека, берёт машину Бригадира, но разбивается. Пока тот без сознания, с ним связывается Чёрный Страж, который пытается убить Доктора за помехи в получении Ключа времени. Он предлагает Турлоу убить Доктора в обмен на вызволение с Земли, на что тот соглашается, и даёт ему коммуникатор для связи с ним.
Доктор, Тиган и Нисса на ТАРДИС попадают на дрейфующий в космосе в петле космический лайнер. На нём они находят капсулу трансмата, которая стала источником помех, и вскоре к ним присоединяется Турлоу. Доктор берёт Турлоу с собой на Землю, чтобы определить конец маршрута трансмата, а Тиган и Нисса отправляются следом на ТАРДИС. Доктор чинит приёмник трансмата, но ТАРДИС приземляется лишь на мгновение, а после пропадает. Без понятия где её искать, Доктор говорит с Бригадиром в школе, удивляясь, что тот забыл об их приключениях из-за какой-то травмы. Но при упоминании Тиган и ТАРДИС Бригадир вспоминает, что видел ТАРДИС в 1977 году, и Доктор пытается узнать всё о тех событиях.
В 1977 году Нисса и Тиган покидают ТАРДИС и находят другой конец маршрута трансмата около школы. Внутри они видят ужасно изуродованного инопланетного гуманоида, которого они считают Доктором. Они приводят Бригадира на помощь. Инопланетянин, притворяясь Доктором убеждает всех трёх вернуться на ТАРДИС на лайнер, где находится разгадка ситуации. В 1983 году Доктор отслеживает движения ТАРДИС и понимает, что та вернулась на лайнер. Он вместе с Турлоу и Бригадиром на капсуле отправляется на лайнер и находит своих друзей, но узнаёт, что на корабле две версии Бригадира, и призывает компаньонов держать их порознь.
В конце концов Доктор узнаёт правду о команде лайнера: это несколько учёных, пытающихся раскрыть секрет регенерации повелителей времени, но ставших бесформенными созданиями, неспособными умереть. Тот, кого встретили Нисса и Тиган зовут Модрином, и он умоляет Доктора помочь им умереть. Тот отказывается, так как единственный способ — пожертвовать оставшиеся регенерации. Но при попытке сбежать на ТАРДИС Тиган и Нисса начинают страдать от того же, что и Модрин. Доктор понимает, что у него нет выбора: он не только убьёт учёных, но и вылечит Тиган и Ниссу.
В это время Бригадиров держат порознь Турлоу и Модрин с командой. Последний даже пытается отправить молодого на Землю, но капсула трансмата возвращается на лайнер. В тот момент, когда Доктор уже собирается пожертвовать собой, двое Бригадиров встречаются и соприкасаются. Высвободившаяся темпоральная энергия помогает учёным умереть, Ниссе и Тиган — выздороветь, а молодой Бригадир получает травму, вызвавшую амнезию. До того как лайнер самоуничтожится, Доктор спасает всех на ТАРДИС, возвращает Бригадиров на места и принимает предложение Турлоу присоединиться к команде, не подозревая о планах Чёрного Стража.

## Трансляции и отзывы
| Эпизод            | Дата показа    | Продолжительность | Телезрители (в миллионах) |
| ----------------- | -------------- | ----------------- | ------------------------- |
| «Часть 1»         | 1 февраля 1983 | 24:03             | 6,5                       |
| «Часть 2»         | 2 февраля 1983 | 24:33             | 7,5                       |
| «Часть 3»         | 8 февраля 1983 | 24:32             | 7,4                       |
| «Часть 4»         | 9 февраля 1983 | 24:33             | 7,7                       |
| [ 1 ] [ 2 ] [ 3 ] |                |                   |                           |

## Интересные факты
- В этом сезоне Доктор в каждой серии встречается со старыми врагами. В этой и последующих двух («Терминус» и «Просвещение») он сражается против Чёрного Стража, с которым он встречался в поисках ключа времени. Все три серии образуют сюжетную арку Чёрного Стража.
- В этой серии впервые появляется компаньон Доктора Вислор Турлоу (роль исполняет Марк Стриксон).
- Бригадир Летбридж-Стюарт появился в сериале впервые с 1975 года с серии «Террор зайгонов». Во время флэшбеков он видит йети («Паутина страха»), киберлюдей («Вторжение»), Второго Доктора («Три Доктора»), аксонов («Когти аксонов»), далеков («День далеков»), Третьего Доктора («Остриё из космоса»), Первого Доктора («Три Доктора»), робота K1 («Робот»), зайгона («Террор зайгонов»), Мастера («Террор автонов») Четвёртого Доктора и наконец самого себя из серии «Три Доктора».
- Изначально в серии планировалось участие Йена Честертона в роли учителя в школе, где работает Бригадир, но исполнитель этой роли Уильям Расселл не смог принять участие в съёмках.
- При объяснении опасности нахождения двух Бригадиров в одной точке Доктор ссылается на эффект ограниченности Блиновича, упоминавшийся Третьим Доктором в серии «День далеков».
- В четвёртом эпизоде Доктор собирается «развернуть полярность нейтронного потока», любимый приём Третьего Доктора.
- Нисса сожалеет о том, что нулевая комната была сброшена («Кастровальва»), тогда они могли бы исправить регенерацию Доктора.
- Бригадир сообщает, что ушёл из ЮНИТ, однако в спецвыпуске «Пять Докторов» вновь сотрудничает с ними.
- В разговоре с Бригадиром упоминаются несколько сотрудников ЮНИТ, в частности: сержант Бентон, Гарри Салливан, Джо Грант, Сара Джейн Смит и Лиз Шоу. Бригадир рассказывает, что Бентон ушёл из ЮНИТ в 1979-го и стал продавцом подержанных машин, а Салливан перешёл на работу на правительство.